# Christián Frýdek
 (mars 2023).
Christián Frýdek, né le 1er février 1999 à Leverkusen en Allemagne, est un footballeur tchèque qui joue au poste de milieu offensif au Slovan Liberec.

## Biographie

### En club
Né à Leverkusen en Allemagne, Christián Frýdek est formé au Sparta Prague. Il joue son premier match en professionnel le 4 mai 2016, lors d'une rencontre de coupe de Tchéquie face au FK Jablonec. Il entre en jeu et son équipe s'incline par deux buts à un.
Après des passages en prêt au FC Vlašim et au MAS Táborsko, Frýdek est de nouveau prêté le 18 juillet 2019, cette fois au FC Hradec Králové pour une saison. Il inscrit son premier but pour le club le 3 août 2019 contre le SK Líšeň (en), en championnat. Il est titularisé et les deux équipes se neutralisent ce jour-là (3-3 score final).
Le 7 août 2021, Christián Frýdek quitte définitivement le Sparta Prague pour s'engager en faveur du Slovan Liberec. Il parvient à s'épanouir sous les ordres de son entraîneur Luboš Kozel, faisant montre du talent perçu en lui quelques années auparavant lorsqu'il était considéré comme l'un des meilleurs jeunes du pays, et s'impose au Slovan Liberec comme un joueur important.

### En sélection
Christián Frýdek joue quatre matchs avec l'équipe de Tchéquie des moins de 19 ans, entre 2017 et 2018.
Frýdek fait également deux apparitions avec les moins de 20 ans. La première en 2018 et la seconde en 2019.

## Vie privée
Christián Frýdek est le fils de l'ancien international tchèque, Martin Frýdek. Il a également un frère footballeur.